# Otospermum glabrum
Otospermum es un género monotípico perteneciente a la familia de las asteráceas. Su única especie: Otospermum glabrum, es originaria del Norte de África y Sur de Europa.

## Descripción
Planta glabrescente con tallos que alcanzan un tamaño de 15-30 (-40) cm de altura, erectos, estriados longitudinalmente, ramificados en el tercio superior. Hojas tripinnatisectas, con lóbulos lineares, subulados. Involucro de 4-8 x 7-10 mm en la fructificación. Brácteas involucrales, al menos las internas, linear-elípticas, obtusas. Flores hemiliguladas con limbo de 8-14 mm, fértiles; las flosculosas de c. 3 mm. Los frutos son aquenios dimórficos; los más externos de c. 4 mm, con 1 costilla dorsal, 2 laterales y 1-3 ventrales, y con una semicorona de 1-2,2 mm, generalmente soldados por la base ala bráctea interna; los internos de c. 3 mm, obpiramidales, con 5 costillas y una semicorona de menos de 1 mm. Tiene un número cromosomático de 2n = 18. Florece y fructifica de marzo a mayo (junio).

## Distribución y hábitat
Se encuentra en los herbazales sobre suelos arcillosos en el sur de España (Litoral. Marisma, Campiña Baja gaditana, Campiña Alta sevillana, Subbética sevillana, Grazalema, Algeciras.  Sur de Portugal y noroeste de Marruecos.

## Taxonomía
Otospermum glabrum fue descrita por (Lag.) Willk. y publicado en Botanische Zeitung (Berlin) 22: 251. 1864.
Sinonimia
- Matricaria glabra Lag.
- Matricaria glabra (Lag.) Ball
- Otocarpum glabrum (Lag.) Willk.
- Pyrethrum glabrum Lag.[5]